# تشيرو
الجُرُّو (بالإسبانية: Churro)‏ (نقحرة: تشورو) او الاتشورُّوس هي وجبة خفيفة من شرائط عجين مقلية بالزيت يضاف عليها عادة السكر والقرفة، تعد وجبة تقليدية في إسبانيا والبرتغال وتنتشر أيضا في المكسيك وجنوب غرب الولايات المتحدة وفرنسا وشمال المغرب وغيرها من المناطق التي تلقت الهجرة من البلدان الناطقة باللغة الإسبانية والبرتغالية. تعد وجبة الإطار في الكثير من المناطق، وتُقدم في كثير من الاحيان مع الشوكولاتة حيث أن هذا الشكل الشائع في مدريد.

## المنشأ
غير معروف ما إذا كانت إسبانية ام برتغالية المنشأ، حيث أن بعض النظريات تدعي أنها اختُرعت على أيدي رعاة أغنام إسبان بديلًا للخبز الموجود، لأنه كان من السهل صنع العجين الذي يصنع الجُرُّو منه، ولسهولة طهيها على نار المخيم عندما كانوا في الجبال، ونظريات أخرى تدعي أن البرتغاليين هم من أنشؤوها متأثرين أثناء زيارتهم للصين وشرق آسيا بالطعام المحلي هناك.

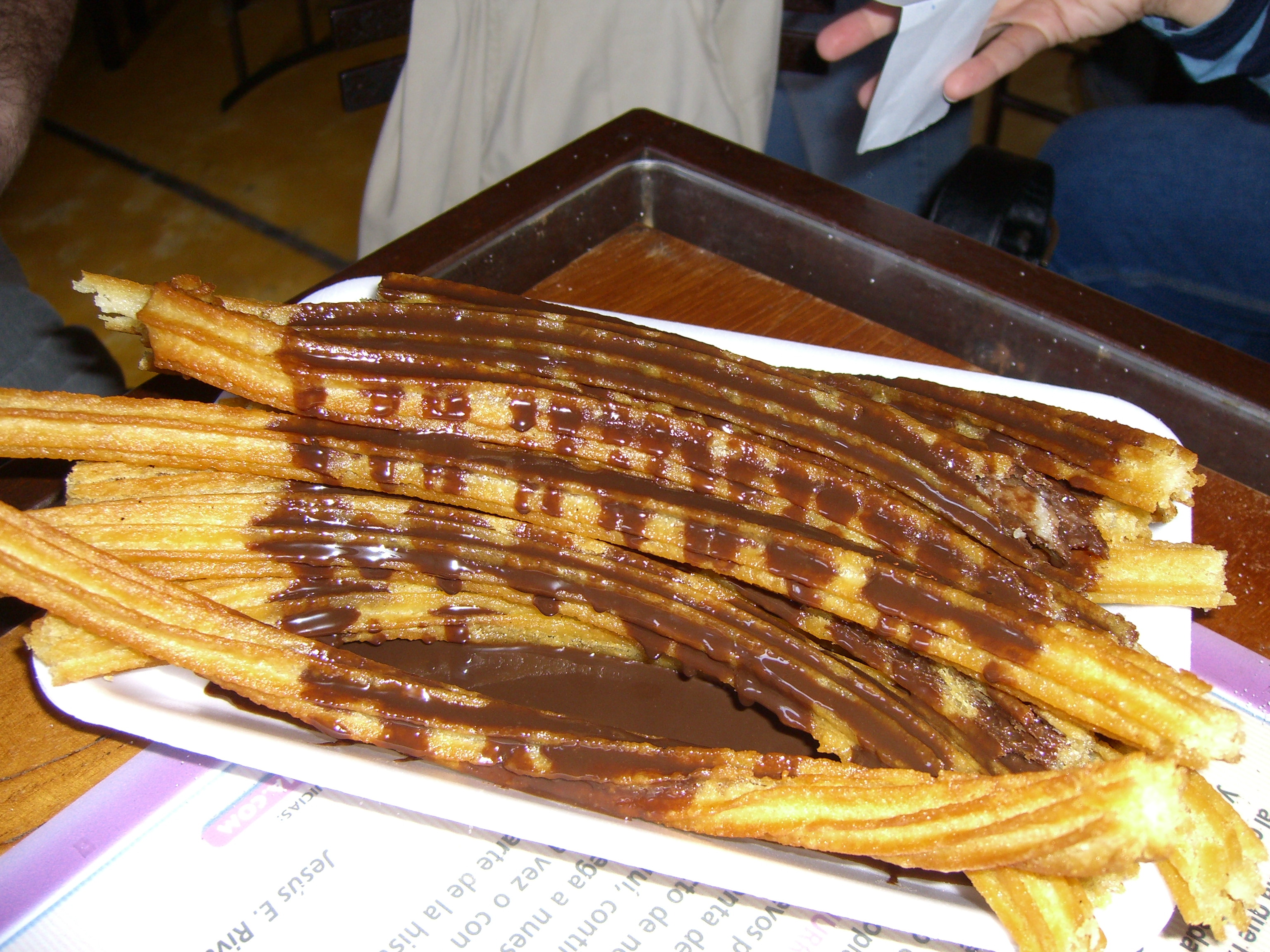
تشورو مقدم مع شوكولاتة كتحلية او وجبة افطار.

## اقرأ أيضًا
- شبغتس إيباك
- بلح الشام
- لقيمات
- بوريتو